# Futari wa Pretty Cure
Futari wa Pretty Cure (ふたりはプリキュア Futari wa Purikyua?,  (se traduce como "Juntas somos Pretty Cure", a menudo simplemente Pretty Cure, PreCure o PuriKyua) es una serie de anime del tipo magical girl producida por Toei Animation y Asahi Broadcasting Corporation, que ha sido emitida en Japón por la cadena televisiva de anime, Animax y TV Asahi, y actualmente es una de las más famosas del país. La segunda temporada, titulada Pretty Cure Max Heart (ふたりはプリキュア ー マックスハート Futari wa Purikyua Makkusuhāto), una secuela directa de la primer temporada, siendo sucedida posteriormente por la tercera temporada, Futari wa Pretty Cure Splash Star.

## Historia
A diferencia de la mayoría de las magical girls, estas guerreras Pretty Cure confían en su poder físico, es por eso que pueden realizar combates de cuerpo a cuerpo durante bastantes horas; aunque como todas las magical girls, la mayoría del daño físico desaparece cuando vuelven a la normalidad.

### Pretty Cure (Temporada 1)
Futari wa Pretty Cure (ふたりはプリキュア Futari wa PuriKyua?) es la primera temporada del anime Pretty Cure de Toei Animation. Comenzó el 1 de febrero de 2004 en Japón y finalizó el 30 de enero del 2005.
La historia gira alrededor de dos muchachas, Nagisa Misumi y Honoka Yukishiro, que luchan contra La Zona Dotsuku - una dimensión malvada que usurpó en el Jardín de la Luz. Las acciones de La Zona Dotsuku hicieron necesaria la fuga de dos guardianes del Jardín de la Luz, unas criaturas llamadas Mipple y Mepple. Ellos sirven como fuente de información para la serie, y generalmente se encuentran dentro de los dispositivos de transformación de las chicas, que son parecidos a teléfonos móviles. Durante cortos períodos de tiempo pueden transformarse en sus verdaderos cuerpos e interactuar con los demás. Inicialmente los tienen Cure White y Cure Black mientras buscan las Piedras Prisma, que colocan en un dispositivo conocido como Corazón de Prismas. El Corazón de Prismas es protegido por el Guardián, Sabiduría. Una vez descubren todas las Piedras Prisma, su poder las lleva al Jardín de la Luz y repara la mayor parte del daño hecho por La Zona Dotsuku.
Más tarde Porun, el Príncipe del Jardín de la Luz, se une a los protagonistas. Él se transforma en algo parecido a una agenda electrónica. El Guardián deposita el poder de las Piedras Prisma en Porun y, cuando se siente en verdadero peligro, echa el poder de su boca, concediendo a las Pretty Cure sus Brazaletes Arco Iris. Estos las refuerzan físicamente y les suministran un nuevo ataque. Porun tiene el poder de premonición, a menudo mientras duerme o simplemente al azar dice algo que las Pretty Cure tienen que entender y adivinar lo que significa. Él, con el poder de las Piedras Prisma, puede ponerse en contacto con el Jardín de la Luz.
Las Pretty Cure lucharán hasta que los malos de La Zona Dotsuku se enteran de que Porun tiene las Piedras Prismas. Entonces los de La Zona Dotsuku sabrán como conseguir las piedras prismas porque todo este tiempo han estado luchando pero a la misma vez los de La Zona Dotsuku investigan como se puede convocar a las Piedras Prismas de Porun

### Pretty Cure Max Heart (Temporada 2)
Futari wa Pretty Cure Max Heart (ふたりはプリキュア ー マックスハート Futari wa Purikyua Makkusu Hāto?) es la segunda temporada del anime Pretty Cure de Toei Animation. Comenzó el 6 de febrero de 2005 en Japón y finalizó el 29 de enero del 2006.
En esta temporada, la Reina decide volver a su forma original, y su esencia se divde en tres partes: las doce Heartiels (los deseos de la Reina), la Resurrección de Voluntad y la Vida de la Reina. Pero la Reina no es la única que se moviliza, y el Rey Haaku también obtiene una Vida.
La Vida de la Reina resulta ser Hikari Kujou, estudiante de primer curso, que trabaja en el Takko Caffe junto con la señorita Akane. Hikari se convierte en una tercera Pretty Cure al transformarse en Shiny Luminosa. Su personaje del Valle del Arco Iris es Porun, aunque más adelante también tiene a Lulun. Shiny Luminosa no puede atacar, pero sí puede aumentar los poderes de Cure Black y Cure White, utilizando la Batuta Corazón.
Durante la temporada, las Pretty Cure van reuniendo a las Hartiels para poder hacer que Hikari se transforme en la Reina, aunque, al final, lo único que quieren es que Hikari se quede con ellas. De esta temporada hay dos películas (Pretty Cure Max Heart 1 y Pretty Cure Max Heart 2).

## Películas

### Pretty Cure Max Heart 1
En esta película Nagisa, Honoka y Hikari se enfrentarán a una bruja malvada que será su nueva enemigo. También conocerán a muchos más amigos del Jardín de la Esperanza y sobre todo Nagisa conocerá al príncipe, que por sus características es casi igual a Fuji-P y, por supuesto, todo príncipe tiene una madre, la cual las ha llamado para que le ayuden a proteger unos diamantes que son muy importantes para su reino, ya que sin ellos no existirían. En esta historia casi pierden a su amiga Hikari que si no fuera por sus nuevos amigos no lo conseguiría. Ellas como siempre salvaran el reino, los diamantes e incluso ayudarán a uno de sus nuevos amigos con sus problemas de mal genio. Es una película para todos los públicos. Salió en España el domingo 5 de abril del 2009 a las 18:20 en Clan TVE. El sábado 18 de julio del 2009 se volvió a emitir en Clan TVE.

### Pretty Cure Max Heart 2
En esta película las Pretty Cure se van a la nieve. Allí, Hikari encuentra un pollito, al que llama Hinata, aunque ella no sabe que él debe salvar a su reino. Para impedirlo, el rey Haaku crea a Gélido y Helado, que luchan contra las Pretty Cure.Cuando salvan a Hinata, ellos las congelan, pero Hinata les da muchos más poderes, convirtiendo a Nagisa en Cure Golden, a Honoka en Cure Silver, y a Hikari en Sparkling Luminosa. Salió en España el sábado 9 de mayo del 2009 a las 18:20 en Clan TVE.

## Transformación
- Dual Aurora Wave! (¡Doble aurora boreal!) es la frase que de transformación de Nagisa y Honoka usadas en la versión española.

¡Guardiana de la luz, Cure Black! (Black) ¡Guardiana de la luz, Cure White! (White) ¡Juntas somos Pretty Cure! (Juntas) ¡Siervos del poder de la oscuridad! (White) ¡Es hora de que volváis a casa! (Black)

- En la versión de Hispanoamérica ocupan la misma frase, aunque la presentación cambia:

¡Protectora de la luz, Cure Negra! (Black) ¡Protectora de la luz, Cure Blanca! (White) ¡Juntas somos Pretty Cure! (Juntas) ¡Soldados del poder oscuro! (White) ¡Es hora de irnos a casa! (Black)

- Luminous Shining Stream! (¡Torrente brillante luminoso!) - Hikari dice esto para transformarse en Shiny Luminous. La frase se usa sólo en la versión de España:

¡Luminosa! ¡Torrente de luz! ¡Vida brillante, Shiny Luminosa! ¡El corazón y los deseos de la luz, reuníos todos de nuevo!

## Ataques

### Pretty Cure
- PreCure Marble Screw! (¡Hélice de mármol de PreCure!) Este ataque suelta un relámpago blanco y negro que golpea al enemigo. Se hace más fuerte dependiendo de la fuerza con la que White y Black aprietan sus manos. Normalmente es usado sobre objetos inanimados.

- En la versión española, la invocación cambia, pero sigo fiel a la original:

¡Trueno Negro! ¡Trueno Blanco! ¡La rectitud y la pureza del alma de Pretty Cure expulsan a la mente maligna! ¡Rayo de Mármol Pretty Cure!

- En la versión de Hispanoamérica, la invocación es así:

¡Trueno negro!(Black) ¡Trueno blanco!(White)¡Que nuestras bellas almas… (White) destruyan a los corazones oscuros! ¡PreCure Marble Screw!

- Black Pulsar! White Pulsar! Yami no jubaku ni torawareshi mono-tachi yo! Ima sono kusari o tachikiran! Pretty Cure Rainbow Therapy! (¡Pulsar Negro! ¡Pulsar Blanco! ¡Tú que estás maldito por el poder de la oscuridad, líbrate de sus cadenas ahora! ¡Terapia del Arcoiris Pretty Cure!) - Solo es usado en humanos y animales para liberarlos del poder del mal que les ha infectado.

- Kibou no chikara yo, hikari no ishi yo! Mirai e mukatte tsukisusume! Pretty Cure Rainbow Storm! (“¡Poder de la esperanza, voluntad de la luz, seguid avanzando hacia el futuro! ¡Tormenta del arco iris Pretty Cure!”) - Usado cuando las Pretty Cure llevan los Brazaletes de Arco Iris Pretty Cure. De nuevo sostienen sus manos, pero esta vez apuntan con las palmas y sueltan un poderoso arcoíris de energía.

### Max Heart
- Black Thunder! White Thunder! Pretty Cure Marble Screw Max! - Una versión más poderosa del primer ataque.
- Hikari no ishi yo, watashi ni yuuki o, kibou to chikara o! Luminous! Heartiel Action - La técnica de Shiny Luminosa, usando las Hadas Hartiel para congelar al enemigo con la Batuta de Corazón. También restaura el poder de las Pretty Cure. Se traduce más o menos como “¡Rayos de luz, dadme valor, esperanza y poder! ¡Luminosa Acción Hartiel!”

En español: "¡Deseos de la luz! ¡Dadme valor, esperanza y poder! ¡Luminosa, acción Hartiel!"
- Minagiru yuuki! Afureru kibou! Hikari kagayaku, kizuna totomo ni! Extreme Luminario! - Un ataque más fuerte que el rayo, realizado por Cure White y Cure Black al haber sido cargadas con la energía extra de Shiny Luminosa.

En español: “¡Armadas de valor! ¡Llenas de esperanza! ¡Unidas por un lazo brillante! ¡Iluminación máxima!”
- Black Thunder! White Thunder! Pretty Cure Marble Screw Max! Spark! - Igual que el primer ataque, pero esta vez usando el poder de los Brazaletes Brillantes.

En español: “¡Trueno negro! ¡Trueno blanco! ¡La rectitud y la pureza del alma de Pretty Cure expulsan a la mente maligna! ¡Rayo de mármol Pretty Cure! ¡MAX!… ¡CHISPA!”

## Objetos
- "Teléfonos móviles" de Mepple y Mipple - Así es como Mepple y Mipple aparecen sobre la Tierra. Se parecen a teléfonos móviles, pero son más bien como un tamagotchi. Necesitan usar varias tarjetas que los alimentan (Omupu u Omp), los hacen ir a dormir (Nerupu o Nerp), enseñarles modales (Shikarupu o Scalp), y la tarjeta de enfermera (Parupu o Palp). La tarjeta es deslizada en la misma ranura que la tarjeta de la Reina usada para los dispositivos Henshin. En Max Heart, Mepple y Mipple "se despiertan". Aparecen ligeramente diferentes y los teléfonos se abren como una hoja de afeitar.
- El Corazón de Prismas - Un dispositivo rosado que contiene todas las Piedras Prisma. Mipple acusó a Mepple de dejar caer el Prisma Hopeish en Kappa Yama Hyoutan Pond. El Guardián, Sabiduría, aparece de pie sobre el dispositivo.
- Los Diarios de Pretty Cure - Son cuadernos que ambas tienen. Pueden escribir lo que quieran dentro, pero solo ellas podrán leerlo. Una vez que Honoka y Nagisa discutieron y por casualidad cambiaron los diarios, pudiendo leer lo que la otra sentía.
- El Prisma Inspector de Amor - Un juego que prueba la compatibilidad de dos personas.
- Porun - Porun raras veces toma la forma de agenda electrónica, pero cuando lo hace es capaz de hablar con la gente del Jardín de la Luz, además suelta el poder del Arco Iris por su boca. Es un príncipe simpático que puede ver el futuro. En Max Heart Porun "se despierta" y se hace un compacto.
- Brazaletes de Arco Iris Pretty Cure - Son activados por Porun en una ráfaga de arcoíris. Son los dispositivos que llevan sobre sus muñecas con forma de corazón en el centro lleno de la energía del arcoíris. Les mejora la fuerza y les da el poder de la Tormenta de Arco Iris.
- La Batuta Corazón - Es el "arma" de Shiny Luminosa, aunque sólo es usado para congelar a un enemigo o aumentar el poder de Black, White y Luminosa para realizar el ataque de Iluminación Máxima.
- El Broche Heartiel - Lulun se convierte en un broche y puede usar el poder de los Heartiel creando una barrera alrededor de Luminosa.
- Brazaletes Brillantes Pretty Cure - Similares a los Brazaletes de Arco Iris, son el arma ofensiva de White y Black en Max Heart.

## Lugares
- Jardín del Arco Iris　(虹の園, Niji no Sono) - Así es como Mepple llama a nuestro mundo.
- Jardín de la Luz　(光の園, Hikari no Sono) - El mundo de donde vienen Mepple, Mipple, Porun y Lulun. Es protegido por el poder de la creación de las Piedras Prisma. Tiene luz todo el tiempo y flores todo el año.
- Zona Dotsuku　(ドツクゾン, Dotsukuzon) - El Mundo de la Oscuridad. El Rey Haaku y sus seguidores vienen de este mundo.
- Academia Verone - La escuela de Nagisa y Honoka.
- Tako Cafe - Un puesto dirigido por Akane-san. Hikari trabaja aquí y Nagisa y Honoka son clientes habituales.
- Jardín de la Esperanza　(希望の園, Kibou no Sono) - Aparece en Precure Max Heart Movie 1. Tiene forma de diamante y está lleno de ellos.
- Jardín de las Nubes　(雲の園, Kumo no Sono) - Aparece en Precure Max Heart Movie 2: Yukizora no Tomodachi.
- Tierra de la Vegetación(緑の郷, Midori no sato) - Es como llama Flappy a nuestro mundo en la temporada Splash Star

## Recepción
La serie ha demostrado ser lo suficientemente popular entre los televidentes japoneses para crear varias series más. En una encuesta realizada por TV Asahi, Pretty Cure apareció en la posición 70, sobre otras series del género como Cutey Honey, Card Captor Sakura y Magical Angel Creamy Mami. Siendo superada solo por Sailor Moon (puesto 19), Mahotsukai Sally (Sally, la bruja) (puesto 50) y Magical Doremi (puesto 63).

## Media

### Producción y distribución
La serie fue producida por Toei Animation y Asahi Broadcasting Corporation, y ha sido televisada en Japón a través de la cadena de anime, Animax (en Japón) y TV Asahi.
La serie también ha sido traducida y doblada al alemán, siendo televisada por RTL II; al italiano, siendo televisada por Rai 2 estrenó la serie un 17 de octubre de 2005 dentro del programa Random; al coreano, siendo televisada por SBS; y al español (en España), siendo televisada por Jetix, Cuatro y Clan TVE.
El 25 de febrero de 2006, 4Kids Entertainment había anunciado la adquisición de los derechos de transmisión y distribución de Pretty Cure en los Estados Unidos, pero en el 2008, 4Kids perdió los derechos de transmisión de la serie; sin embargo, Toei Animation decidió distribuirla personalmente en Norteamérica y Latinoamérica. En julio del 2008 comenzaron a distribuir la primera temporada subtitulada en inglés por medio del servicio pago de IGN Direct2Drive.
El primer doblaje en inglés fue producido por Odex para la transmisión en el Sudeste Asiático, y hasta el momento se encuentra en producción. En el 16 de diciembre de 2008, Anime News Network, citando a Animation Magazine, reportó que Toei Animation llegó a un acuerdo con la cadena de televisión canadiense YTV para transmitir una nueva versión doblada al inglés de la primera temporada de Pretty Cure en Canadá. La serie contará con algunas ediciones (los nombres de las protagonistas, Nagisa y Honoka, fueron cambiados a "Natalie" y "Hannah", respectivamente). El 21 de febrero, YTV confirmó en su página oficial que la serie sería transmitida el 6 de marzo. El doblaje fue manejado, en Canadá, por la empresa Corus Entertainment, las empresas a cargo del doblaje y grabación son Ocean Studios en Vancouver, Canadá, y Blue Water Studios en Calgary, Alberta.
La cadena de televisión Mexicana Televisa, a finales de noviembre de 2010 hasta finales de diciembre de 2010, transmitió en un horario nocturno a las 2:30 AM la primera temporada de Pretty Cure, a través de su canal Galavisión (Canal 9 de señal abierta); transmitían 3 episodios por día.
El 13 de julio del 2013 a las 7:30 de la mañana se empezó a transmitir Futari wa Pretty Cure en Etc TV (señal de cable) de Chile y el lunes 6 de marzo del 2017 a las 19:00 se reestrena en el mismo canal.

### Personal
- Producida y animada por: Toei Animation
- Productores: Shigehaki Dohi (ABC), Tomoko Takahashi (ADK), Takashi Washio (Toei Animation)
- Director: Daisuke Nishio
- Escritor: Ryō Kawasaki
- Coordinador: Akira Inagami
- Música: Chel Watanabe y Naoki Satō
- Efectos de Sonido: Takahisa Ishino
- Director Principal de Producción: Toyoji Sawada
- Director Principal de Animación: Yuuji Hakamada
- Director Principal de Fondo: Shinzou Yuki
- Diseño de Color: Toyoji Sawada
- Director de Arte: Shinzo Yuki
- Director de Producción: Kazuo Sakai

### Oficiales
- Wikimedia Commons alberga una categoría multimedia sobre Futari wa Pretty Cure.
- Sitio oficial de la serie Futari wa Pretty Cure en Toei Animation (en japonés)
- Sitio oficial de la serie Futari wa Pretty Cure en TV Asahi (en japonés)
- Sitio oficial de la serie Futari wa Pretty Cure en Animax (en japonés)
- Sitio oficial de la serie Pretty Cure Max Heart en Toei Animation (en japonés)
- Sitio oficial de la serie Pretty Cure Splash Star en Toei Animation (en japonés)
- Sitio oficial de la película de Futari wa Pretty Cure (en japonés)
- Sitio oficial de la película Pretty Cure Max Heart 2 (en japonés)
- Sitio oficial de la película "Pretty Cure All Stars DX" Archivado el 26 de noviembre de 2015 en Wayback Machine. (en japonés)

### Otros
- Pretty-Cure.info
- Pretty-Cure.it (en italiano)
- PrettyCure.org
- Wiki de Pretty Cure en inglés
- Wiki de Pretty Cure en español
- Foro de fanes hispanos (en español)
- Enciclopedia de Futari wa Pretty Cure (en inglés)
- Wiki de Pretty Cure (en inglés)
- Artículo oficial en Anime News Network

| Temporada actual                              | Temporada siguiente               |
| --------------------------------------------- | --------------------------------- |
| Futari wa Pretty Cure y Pretty Cure Max Heart | Futari wa Pretty Cure Splash Star |

- Datos: Q1151646
- Multimedia: Pretty Cure / Q1151646